# ددانلو
ددانلو، روستایی است از توابع بخش مرکزی شهرستان قوچان در استان خراسان رضوی ایران.

## جمعیت
این روستا در دهستان سودلانه قرار داشته ، بر اساس سرشماری سال ۱۳۸۵ جمعیت آن ۴۰۷ نفر (۸۹ خانوار)
بوده‌است.